# Olivier Kemen
Olivier Kemen (ur. 20 lipca 1996 w Duali) – kameruński piłkarz francuskiego pochodzenia grający na pozycji środkowego pomocnika. Od 2024 jest zawodnikiem klubu İstanbul Başakşehir.

## Kariera klubowa
Swoją karierę piłkarską Kemen rozpoczynał w juniorach takich klubów jak: Garenne-Colombes (2005-2009), AC Boulogne-Billancourt (2009-2010), FC Metz (2010-2013) i Newcastle United (2013-2015). W 2015 roku został zawodnikiem Olympique Lyon, w którym najpierw grał w rezerwach, a następnie także w pierwszym zespole. W pierwszym zespole Olympique zadebiutował 28 lutego 2016 w wygranym 2:1 domowym meczu z Paris Saint-Germain. W sezonie 2015/2016 wywalczył z Olympique wicemistrzostwo Francji.
W styczniu 2017 Kemen został wypożyczony do drugoligowego Gazélec Ajaccio. Swój debiut w nim zanotował 12 maja 2017 w przegranym 0:4 domowym meczu z RC Lens. W Gazélec grał przez półtora roku, po czym wrócił do rezerw Olympique Lyon.
W lipcu 2019 Kemen przeszedł do Chamois Niortais FC. Swój debiut w nim zaliczył 26 lipca 2019 w przegranym 0:2 domowym meczu z Troyes AC. Zawodnikiem tego klubu był przez dwa lata.
W sierpniu 2021 Kemen został zawodnikiem Kayserisporu. Zadebiutował w nim 19 września 2021 w przegranym 1:2 wyjazdowym meczu z Hataysporem. W Kayserisporze grał do końca 2023 roku.
W styczniu 2024 Kemen przeszedł do İstanbul Başakşehir. Swój debiut w nim zanotował 3 lutego 2024 w wygranym 2:0 domowym meczu z İstanbulsporem.
| Sezon   | Klub                | Kraj    | Rozgrywki              | Mecze | Bramki |
| ------- | ------------------- | ------- | ---------------------- | ----- | ------ |
| 2015/16 | Olympique Lyon      | Francja | Ligue 1                | 2     | 0      |
| 2015/16 | Olympique Lyon B    | Francja | CFA                    | 17    | 3      |
| 2016/17 | Olympique Lyon      | Francja | Ligue 1                | 2     | 0      |
| 2016/17 | Olympique Lyon B    | Francja | CFA                    | 10    | 3      |
| 2016/17 | Gazélec Ajaccio     | Francja | Ligue 2                | 16    | 4      |
| 2017/18 | Gazélec Ajaccio     | Francja | Ligue 2                | 26    | 3      |
| 2018/19 | Olympique Lyon B    | Francja | Championnat National 2 | 5     | 0      |
| 2019/20 | Chamois Niortais FC | Francja | Ligue 2                | 27    | 2      |
| 2020/21 | Chamois Niortais FC | Francja | Ligue 2                | 34    | 4      |
| 2021/22 | Chamois Niortais FC | Francja | Ligue 2                | 1     | 0      |
| 2021/22 | Kayserispor         | Turcja  | Süper Lig              | 22    | 1      |
| 2022/23 | Kayserispor         | Turcja  | Süper Lig              | 27    | 3      |
| 2022/23 | Kayserispor         | Turcja  | Süper Lig              | 13    | 2      |

## Kariera reprezentacyjna
Kemen grał w młodzieżowych reprezentacjach Francji na różnych szczeblach wiekowych. W reprezentacji Kamerunu zadebiutował 24 marca 2023 w zremisowanym 1:1 meczu kwalifikacji do Pucharu Narodów Afryki 2023 z Namibią, rozegranym w Jaunde. W debiucie strzelił gola. W 2024 roku powołano go do kadry na Puchar Narodów Afryki 2023. Rozegrał w nim trzy mecze: grupowe z Gwineą (1:1), z Senegalem (1:3) i z Gambią (3:2).